# O Corgo
O Corgo è un comune spagnolo di 4 280 abitanti situato nella comunità autonoma della Galizia.